# Рубка (деталь корабля)
Ру́бка (от нидерл. roef; нем. rôf, Rооf, англ. rооf) — закрытое сооружение специального назначения на палубе надводного судна, корабля или на палубе надстройки.

## Корабль (судно)
Рубка на корабле (судне) имеет ширину, которая явственно меньше ширины корпуса судна. Предназначена для размещения командных пунктов и боевых постов, систем и приборов управления кораблём, оружием и техническими средствами корабля. В зависимости от назначения различают следующие рубки:
- Боевую
- Ходовую
- Рулевую
- Штурманскую
- Гидроакустическую
- Радиорубку[4]

Рубки оборудованы аппаратурой, приборами и техническими средствами в соответствии с их функциональным назначением, а также средствами связи с главным командным пунктом корабля или центральным командным пунктом.
Рубки могут быть расположены на корме судна, на носу и посередине. На корме расположены, как правило, рубки у грузовых судов и танкеров. Посередине кораблей располагают рубки подводных лодок и пассажирских лайнеров. Рубки редко располагают на носу судна, в частности это: грузовой транспорт, буксиры, рыболовные суда.

## Дирижабль
На дирижабле, как элемент его конструкции, существует рубка, где сосредоточены приборы управления дирижаблем.

## Галерея
- Некоторые рубки
- Рубка подводной лодки Щ-307 в музее
- Вид судна с рубкой на носу
- Вид этого же судна с кормы
- Рубка управления дирижабля США USS Macon